# Herb guberni suwalskiej
Herb guberni suwalskiej (ros. Герб Сувалкской губернии) – zatwierdzony przez cesarza Aleksandra II 25 lutego 1869 roku herb guberni suwalskiej utworzonej w 1867 roku. Herb przedstawia zieloną świerczynę na czarnym wzgórzu na złotej francuskiej tarczy, przeciętej dwoma błękitnymi strumieniami, zwieńczonej imperatorską złotą koroną. Herb otaczały dwie złote gałązki dębowe splecione błękitną wstęgą orderu świętego Andrzeja.